# Láscaris
Los Láscaris o Láskaris (en griego: Λάσκαρις/Λάσκαρης) fueron una noble familia bizantina griega cuyos miembros formaron la dinastía gobernante del Imperio de Nicea de 1204 a 1261 y se mantuvieron entre la nobleza superior hasta su disolución por el Imperio Bizantino, con lo cual muchos emigraron a Italia. Según Jorge Paquimeres, también eran llamados Tzamantouros (Tζαμάντουρος). La forma femenina del nombre es Láscarina (Λασκαρίνα).

## Etimología
El origen del nombre es disputado: según el Oxford Dictionary of Byzantium, la «etimología más probable» deriva de la palabra persa `asgarī (Persa: عسگری), que significa «guerrero, soldado». Los académicos griegos sin embargo, han sugerido que proviene de δάσκαρης, una variante capadocia para «maestro».

## Historia
Los primeros Láscaris que se cuentan fueron Constantino y Teodoro, hijos de Manuel «Manolis» Láscaris y Juana Focaina Caratzaina (en griego: Ἰωάννα Φώκαινα Καράτζαινα), que llegaron a ser importantes en Constantinopla durante los últimos años de la Dinastía de los Ángeles, cuando Teodoro se casó con Ana Comnena Angelina, una hija de Alejo III Ángelo. Según Nicetas Coniates, inmediatamente antes del saqueo de la ciudad por la Cuarta Cruzada, Constantino había sido elegido emperador por el pueblo, pero tuvo que huir ante los latinos. Junto con Teodoro, comandó la resistencia anti-latina de los griegos bizantinos en Asia Menor, pero fue Teodoro quien estableció un nuevo imperio en el exilio, el Imperio de Nicea. También había tres hermanos mayores, Manuel, Miguel y Jorge, y dos más jóvenes, Alejo e Isaac.
Constantino murió probablemente alrededor de 1211. Teodoro I, cuyos hijos Nicolás y Juan murieron alrededor de 1212, fue sucedido en 1222 por su yerno, Juan III Ducas Vatatzés, que se había casado con Irene Láscarina. Vatatzés tuvo que luchar contra las pretensiones de Alejo e Isaac, los hermanos de Teodoro I, que se habían refugiado en el Imperio latino y buscaron su ayuda. Sin embargo, la victoria de Vatatzés en Pemaneno en 1224 fue decisiva: esta fortaleció su posición y anunció una larga y exitosa ofensiva nicena contra las posesiones latinas. Vatatzés murió en 1254, dejando a su hijo, Teodoro II Láscaris en el trono. Teodoro II murió en 1258, dejando a su pequeño hijo Juan IV Ducas Láscaris en el trono. La facción aristocrática alrededor de Miguel Paleólogo entonces tomó el control del regente láscarida Jorge Muzalon con un golpe de Estado, e instaló a Paleólogo como regente y, finalmente, como coemperador. Después de la reconquista de Constantinopla en 1261, Miguel fue coronado como emperador único, mientras que Juan IV fue ignorado. Poco después, Juan IV fue cegado y vivió como prisionero hasta su muerte en 1305.
Bajo la nueva dinastía Paleólogo, los Láscaris conservaron una cierta importancia: varios miembros de la familia fueron gobernadores y cortesanos locales. Entre los miembros más notables estuvieron Manuel Láscaris, doméstico de las escolas alrededor de 1320, y Alejo, un gran hetaireiarca alrededor de 1370. Juan Pegonita Láscaris fue un compositor que vivió en Creta bajo el dominio veneciano en la primera mitad del siglo XV, mientras los eruditos Constantino Láscaris y Juan Rindacenos Láscaris estaban entre los muchos que huyeron a la caída del Imperio bizantino ante los otomanos y encontraron refugio en Italia, donde ayudaron a despertar el Renacimiento.

## Emperadores Láscaridas de Nicea
1. 1204–1205 : Constantino Láscaris
2. 1205–1222 : Teodoro I Láscaris
3. 1222–1254 : Juan III Ducas Vatatzés
4. 1254–1258 : Teodoro II Ducas Láscaris
5. 1258–1261 : Juan IV Ducas Láscaris

## Árbol genealógico
|                                   |                                   |                                   |                                   |                                   |                                   |  |  |      |      |      |      |                 |                 |                 |                 |                 |                 |                |                | Láscaris            | Láscaris            | Láscaris            | Láscaris            | Láscaris             | Láscaris             |                      |                      |                      |                      |                 |                 |                                        |                                        |                                        |                                        |                                        |                                        |                                      |                                      |                                      |                                      |                                 |                                 |                                 |                                 |             |             |                       |                       |                       |                       |                       |                       |                  |                  |                  |                  |  |  |                  |                  |                  |                  | Ducas            | Ducas            | Ducas            | Ducas            | Ducas            | Ducas            |                |                |                      |                      |                      |                      |                               |                               |                               |                               |                               |                               |                   |                   |                                     |                                     |                                     |                                     |                                     |                                     |                                   |                                   |                                   |                                   |                     |                     |                     |                     |
|                                   |                                   |                                   |                                   |                                   |                                   |  |  |      |      |      |      |                 |                 |                 |                 |                 |                 |                |                | Láscaris            | Láscaris            | Láscaris            | Láscaris            | Láscaris             | Láscaris             | Manuel Láscaris      | Manuel Láscaris      | Manuel Láscaris      | Manuel Láscaris      | Manuel Láscaris | Manuel Láscaris |                                        |                                        |                                        |                                        |                                        |                                        |                                      |                                      |                                      |                                      |                                 |                                 |                                 |                                 |             |             |                       |                       |                       |                       |                       |                       |                  |                  |                  |                  |  |  |                  |                  |                  |                  | Ducas            | Ducas            | Ducas            | Ducas            | Ducas            | Ducas            |                |                |                      |                      |                      |                      | Alejo III Ángelo r. 1195-1203 | Alejo III Ángelo r. 1195-1203 | Alejo III Ángelo r. 1195-1203 | Alejo III Ángelo r. 1195-1203 | Alejo III Ángelo r. 1195-1203 | Alejo III Ángelo r. 1195-1203 |                   |                   |                                     |                                     |                                     |                                     |                                     |                                     |                                   |                                   |                                   |                                   |                     |                     |                     |                     |
|                                   |                                   |                                   |                                   |                                   |                                   |  |  |      |      |      |      |                 |                 |                 |                 |                 |                 |                |                |                     |                     |                     |                     |                      |                      | Manuel Láscaris      | Manuel Láscaris      | Manuel Láscaris      | Manuel Láscaris      | Manuel Láscaris | Manuel Láscaris |                                        |                                        |                                        |                                        |                                        |                                        |                                      |                                      |                                      |                                      |                                 |                                 |                                 |                                 |             |             |                       |                       |                       |                       |                       |                       |                  |                  |                  |                  |  |  |                  |                  |                  |                  |                  |                  |                  |                  |                  |                  |                |                |                      |                      |                      |                      | Alejo III Ángelo r. 1195-1203 | Alejo III Ángelo r. 1195-1203 | Alejo III Ángelo r. 1195-1203 | Alejo III Ángelo r. 1195-1203 | Alejo III Ángelo r. 1195-1203 | Alejo III Ángelo r. 1195-1203 |                   |                   |                                     |                                     |                                     |                                     | Paleólogo                           |                                     |                                   |                                   |                                   |                                   |                     |                     |                     |                     |
|                                   |                                   |                                   |                                   |                                   |                                   |  |  |      |      |      |      |                 |                 |                 |                 |                 |                 |                |                |                     |                     |                     |                     |                      |                      |                      |                      |                      |                      |                 |                 |                                        |                                        |                                        |                                        |                                        |                                        |                                      |                                      |                                      |                                      |                                 |                                 |                                 |                                 |             |             |                       |                       |                       |                       |                       |                       |                  |                  |                  |                  |  |  |                  |                  |                  |                  |                  |                  |                  |                  |                  |                  |                |                |                      |                      |                      |                      |                               |                               |                               |                               |                               |                               |                   |                   |                                     |                                     |                                     |                                     |                                     |                                     |                                   |                                   |                                   |                                   |                     |                     |                     |                     |
| Constantino Láscaris r. 1204-1205 | Constantino Láscaris r. 1204-1205 | Constantino Láscaris r. 1204-1205 | Constantino Láscaris r. 1204-1205 | Constantino Láscaris r. 1204-1205 | Constantino Láscaris r. 1204-1205 |  |  | Hija | Hija | Hija | Hija | Hija            | Hija            |                 |                 | Marco I Sanudo  | Marco I Sanudo  | Marco I Sanudo | Marco I Sanudo | Marco I Sanudo      | Marco I Sanudo      |                     |                     | 2. Felipa de Armenia | 2. Felipa de Armenia | 2. Felipa de Armenia | 2. Felipa de Armenia | 2. Felipa de Armenia | 2. Felipa de Armenia |                 |                 | 3. María de Courtenay                  | 3. María de Courtenay                  | 3. María de Courtenay                  | 3. María de Courtenay                  | 3. María de Courtenay                  | 3. María de Courtenay                  |                                      |                                      | Teodoro I Láscaris r. 1205-1222      | Teodoro I Láscaris r. 1205-1222      | Teodoro I Láscaris r. 1205-1222 | Teodoro I Láscaris r. 1205-1222 | Teodoro I Láscaris r. 1205-1222 | Teodoro I Láscaris r. 1205-1222 |             |             | 1. Ana Comneno Ángelo | 1. Ana Comneno Ángelo | 1. Ana Comneno Ángelo | 1. Ana Comneno Ángelo | 1. Ana Comneno Ángelo | 1. Ana Comneno Ángelo |                  |                  |                  |                  |  |  |                  |                  |                  |                  |                  |                  |                  |                  |                  |                  |                |                |                      |                      |                      |                      |                               |                               |                               |                               | Irene Ángelo                  | Irene Ángelo                  | Irene Ángelo      | Irene Ángelo      | Irene Ángelo                        | Irene Ángelo                        |                                     |                                     | Alejo Paleólogo                     | Alejo Paleólogo                     | Alejo Paleólogo                   | Alejo Paleólogo                   | Alejo Paleólogo                   | Alejo Paleólogo                   |                     |                     |                     |                     |
| Constantino Láscaris r. 1204-1205 | Constantino Láscaris r. 1204-1205 | Constantino Láscaris r. 1204-1205 | Constantino Láscaris r. 1204-1205 | Constantino Láscaris r. 1204-1205 | Constantino Láscaris r. 1204-1205 |  |  | Hija | Hija | Hija | Hija | Hija            | Hija            |                 |                 | Marco I Sanudo  | Marco I Sanudo  | Marco I Sanudo | Marco I Sanudo | Marco I Sanudo      | Marco I Sanudo      |                     |                     | 2. Felipa de Armenia | 2. Felipa de Armenia | 2. Felipa de Armenia | 2. Felipa de Armenia | 2. Felipa de Armenia | 2. Felipa de Armenia |                 |                 | 3. María de Courtenay                  | 3. María de Courtenay                  | 3. María de Courtenay                  | 3. María de Courtenay                  | 3. María de Courtenay                  | 3. María de Courtenay                  |                                      |                                      | Teodoro I Láscaris r. 1205-1222      | Teodoro I Láscaris r. 1205-1222      | Teodoro I Láscaris r. 1205-1222 | Teodoro I Láscaris r. 1205-1222 | Teodoro I Láscaris r. 1205-1222 | Teodoro I Láscaris r. 1205-1222 |             |             | 1. Ana Comneno Ángelo | 1. Ana Comneno Ángelo | 1. Ana Comneno Ángelo | 1. Ana Comneno Ángelo | 1. Ana Comneno Ángelo | 1. Ana Comneno Ángelo |                  |                  |                  |                  |  |  |                  |                  |                  |                  |                  |                  |                  |                  |                  |                  |                |                |                      |                      |                      |                      |                               |                               |                               |                               | Irene Ángelo                  | Irene Ángelo                  | Irene Ángelo      | Irene Ángelo      | Irene Ángelo                        | Irene Ángelo                        |                                     |                                     | Alejo Paleólogo                     | Alejo Paleólogo                     | Alejo Paleólogo                   | Alejo Paleólogo                   | Alejo Paleólogo                   | Alejo Paleólogo                   |                     |                     |                     |                     |
|                                   |                                   |                                   |                                   |                                   |                                   |  |  |      |      |      |      |                 |                 |                 |                 |                 |                 |                |                |                     |                     |                     |                     |                      |                      |                      |                      |                      |                      |                 |                 |                                        |                                        |                                        |                                        |                                        |                                        |                                      |                                      |                                      |                                      |                                 |                                 |                                 |                                 |             |             |                       |                       |                       |                       |                       |                       |                  |                  |                  |                  |  |  |                  |                  |                  |                  |                  |                  |                  |                  |                  |                  |                |                |                      |                      |                      |                      |                               |                               |                               |                               |                               |                               |                   |                   |                                     |                                     |                                     |                                     |                                     |                                     |                                   |                                   |                                   |                                   |                     |                     |                     |                     |
|                                   |                                   |                                   |                                   |                                   |                                   |  |  |      |      |      |      |                 |                 |                 |                 |                 |                 |                |                |                     |                     |                     |                     |                      |                      |                      |                      |                      |                      |                 |                 |                                        |                                        |                                        |                                        |                                        |                                        |                                      |                                      |                                      |                                      |                                 |                                 |                                 |                                 |             |             |                       |                       |                       |                       |                       |                       |                  |                  |                  |                  |  |  |                  |                  |                  |                  |                  |                  |                  |                  |                  |                  |                |                |                      |                      |                      |                      |                               |                               |                               |                               |                               |                               |                   |                   |                                     |                                     |                                     |                                     |                                     |                                     |                                   |                                   |                                   |                                   |                     |                     |                     |                     |
|                                   |                                   |                                   |                                   |                                   |                                   |  |  |      |      |      |      |                 |                 |                 |                 |                 |                 |                |                |                     |                     |                     |                     |                      |                      |                      |                      |                      |                      |                 |                 |                                        |                                        |                                        |                                        |                                        |                                        |                                      |                                      |                                      |                                      |                                 |                                 |                                 |                                 |             |             |                       |                       |                       |                       |                       |                       |                  |                  |                  |                  |  |  |                  |                  |                  |                  |                  |                  |                  |                  |                  |                  |                |                |                      |                      |                      |                      | Árpad                         |                               |                               |                               |                               |                               |                   |                   |                                     |                                     |                                     |                                     |                                     |                                     |                                   |                                   |                                   |                                   |                     |                     |                     |                     |
|                                   |                                   |                                   |                                   |                                   |                                   |  |  |      |      |      |      |                 |                 |                 |                 |                 |                 |                |                |                     |                     |                     |                     |                      |                      |                      |                      |                      |                      |                 |                 |                                        |                                        |                                        |                                        |                                        |                                        |                                      |                                      |                                      |                                      |                                 |                                 |                                 |                                 |             |             |                       |                       |                       |                       |                       |                       |                  |                  |                  |                  |  |  |                  |                  |                  |                  |                  |                  |                  |                  |                  |                  |                |                |                      |                      |                      |                      |                               |                               |                               |                               |                               |                               |                   |                   |                                     |                                     |                                     |                                     |                                     |                                     |                                   |                                   |                                   |                                   |                     |                     |                     |                     |
|                                   |                                   |                                   |                                   |                                   |                                   |  |  |      |      |      |      | Duques de Naxos | Duques de Naxos | Duques de Naxos | Duques de Naxos | Duques de Naxos | Duques de Naxos |                |                | Andrónico Paleólogo | Andrónico Paleólogo | Andrónico Paleólogo | Andrónico Paleólogo | Andrónico Paleólogo  | Andrónico Paleólogo  |                      |                      | Irene Láscaris       | Irene Láscaris       | Irene Láscaris  | Irene Láscaris  | Irene Láscaris                         | Irene Láscaris                         |                                        |                                        | Juan III Ducas Vatatzés r. 1222-1258   | Juan III Ducas Vatatzés r. 1222-1258   | Juan III Ducas Vatatzés r. 1222-1258 | Juan III Ducas Vatatzés r. 1222-1258 | Juan III Ducas Vatatzés r. 1222-1258 | Juan III Ducas Vatatzés r. 1222-1258 |                                 |                                 | Federico II                     | Federico II                     | Federico II | Federico II | Federico II           | Federico II           |                       |                       | Eudoxia Láscaris      | Eudoxia Láscaris      | Eudoxia Láscaris | Eudoxia Láscaris | Eudoxia Láscaris | Eudoxia Láscaris |  |  | Anseau de Cayeux | Anseau de Cayeux | Anseau de Cayeux | Anseau de Cayeux | Anseau de Cayeux | Anseau de Cayeux |                  |                  | María Láscaris   | María Láscaris   | María Láscaris | María Láscaris | María Láscaris       | María Láscaris       |                      |                      | Bela IV                       | Bela IV                       | Bela IV                       | Bela IV                       | Bela IV                       | Bela IV                       |                   |                   | Teodora Ángelo Paleólogo            | Teodora Ángelo Paleólogo            | Teodora Ángelo Paleólogo            | Teodora Ángelo Paleólogo            | Teodora Ángelo Paleólogo            | Teodora Ángelo Paleólogo            |                                   |                                   | Andrónico Paleólogo               | Andrónico Paleólogo               | Andrónico Paleólogo | Andrónico Paleólogo | Andrónico Paleólogo | Andrónico Paleólogo |
|                                   |                                   |                                   |                                   |                                   |                                   |  |  |      |      |      |      | Duques de Naxos | Duques de Naxos | Duques de Naxos | Duques de Naxos | Duques de Naxos | Duques de Naxos |                |                | Andrónico Paleólogo | Andrónico Paleólogo | Andrónico Paleólogo | Andrónico Paleólogo | Andrónico Paleólogo  | Andrónico Paleólogo  |                      |                      | Irene Láscaris       | Irene Láscaris       | Irene Láscaris  | Irene Láscaris  | Irene Láscaris                         | Irene Láscaris                         |                                        |                                        | Juan III Ducas Vatatzés r. 1222-1258   | Juan III Ducas Vatatzés r. 1222-1258   | Juan III Ducas Vatatzés r. 1222-1258 | Juan III Ducas Vatatzés r. 1222-1258 | Juan III Ducas Vatatzés r. 1222-1258 | Juan III Ducas Vatatzés r. 1222-1258 |                                 |                                 | Federico II                     | Federico II                     | Federico II | Federico II | Federico II           | Federico II           |                       |                       | Eudoxia Láscaris      | Eudoxia Láscaris      | Eudoxia Láscaris | Eudoxia Láscaris | Eudoxia Láscaris | Eudoxia Láscaris |  |  | Anseau de Cayeux | Anseau de Cayeux | Anseau de Cayeux | Anseau de Cayeux | Anseau de Cayeux | Anseau de Cayeux |                  |                  | María Láscaris   | María Láscaris   | María Láscaris | María Láscaris | María Láscaris       | María Láscaris       |                      |                      | Bela IV                       | Bela IV                       | Bela IV                       | Bela IV                       | Bela IV                       | Bela IV                       |                   |                   | Teodora Ángelo Paleólogo            | Teodora Ángelo Paleólogo            | Teodora Ángelo Paleólogo            | Teodora Ángelo Paleólogo            | Teodora Ángelo Paleólogo            | Teodora Ángelo Paleólogo            |                                   |                                   | Andrónico Paleólogo               | Andrónico Paleólogo               | Andrónico Paleólogo | Andrónico Paleólogo | Andrónico Paleólogo | Andrónico Paleólogo |
|                                   |                                   |                                   |                                   |                                   |                                   |  |  |      |      |      |      |                 |                 |                 |                 |                 |                 |                |                |                     |                     |                     |                     |                      |                      |                      |                      |                      |                      |                 |                 |                                        |                                        |                                        |                                        |                                        |                                        |                                      |                                      | Asen                                 |                                      |                                 |                                 |                                 |                                 |             |             |                       |                       |                       |                       |                       |                       |                  |                  |                  |                  |  |  |                  |                  |                  |                  |                  |                  |                  |                  |                  |                  |                |                |                      |                      |                      |                      |                               |                               |                               |                               |                               |                               |                   |                   |                                     |                                     |                                     |                                     |                                     |                                     |                                   |                                   |                                   |                                   |                     |                     |                     |                     |
|                                   |                                   |                                   |                                   |                                   |                                   |  |  |      |      |      |      |                 |                 |                 |                 |                 |                 |                |                |                     |                     |                     |                     |                      |                      |                      |                      |                      |                      |                 |                 | Teodoro II Ducas Láscaris r. 1254-1258 | Teodoro II Ducas Láscaris r. 1254-1258 | Teodoro II Ducas Láscaris r. 1254-1258 | Teodoro II Ducas Láscaris r. 1254-1258 | Teodoro II Ducas Láscaris r. 1254-1258 | Teodoro II Ducas Láscaris r. 1254-1258 |                                      |                                      | Helena Asen de Bulgaria              | Helena Asen de Bulgaria              | Helena Asen de Bulgaria         | Helena Asen de Bulgaria         | Helena Asen de Bulgaria         | Helena Asen de Bulgaria         |             |             |                       |                       |                       |                       |                       |                       |                  |                  |                  |                  |  |  |                  |                  |                  |                  | Isabel la Cumana | Isabel la Cumana | Isabel la Cumana | Isabel la Cumana | Isabel la Cumana | Isabel la Cumana |                |                | Esteban V de Hungría | Esteban V de Hungría | Esteban V de Hungría | Esteban V de Hungría | Esteban V de Hungría          | Esteban V de Hungría          |                               |                               | Teodora Paleóloga             | Teodora Paleóloga             | Teodora Paleóloga | Teodora Paleóloga | Teodora Paleóloga                   | Teodora Paleóloga                   |                                     |                                     | Miguel VII Paleólogo r. 1261-1282   | Miguel VII Paleólogo r. 1261-1282   | Miguel VII Paleólogo r. 1261-1282 | Miguel VII Paleólogo r. 1261-1282 | Miguel VII Paleólogo r. 1261-1282 | Miguel VII Paleólogo r. 1261-1282 |                     |                     |                     |                     |
|                                   |                                   |                                   |                                   |                                   |                                   |  |  |      |      |      |      |                 |                 |                 |                 |                 |                 |                |                |                     |                     |                     |                     |                      |                      |                      |                      |                      |                      |                 |                 | Teodoro II Ducas Láscaris r. 1254-1258 | Teodoro II Ducas Láscaris r. 1254-1258 | Teodoro II Ducas Láscaris r. 1254-1258 | Teodoro II Ducas Láscaris r. 1254-1258 | Teodoro II Ducas Láscaris r. 1254-1258 | Teodoro II Ducas Láscaris r. 1254-1258 |                                      |                                      | Helena Asen de Bulgaria              | Helena Asen de Bulgaria              | Helena Asen de Bulgaria         | Helena Asen de Bulgaria         | Helena Asen de Bulgaria         | Helena Asen de Bulgaria         |             |             |                       |                       |                       |                       |                       |                       |                  |                  |                  |                  |  |  |                  |                  |                  |                  | Isabel la Cumana | Isabel la Cumana | Isabel la Cumana | Isabel la Cumana | Isabel la Cumana | Isabel la Cumana |                |                | Esteban V de Hungría | Esteban V de Hungría | Esteban V de Hungría | Esteban V de Hungría | Esteban V de Hungría          | Esteban V de Hungría          |                               |                               | Teodora Paleóloga             | Teodora Paleóloga             | Teodora Paleóloga | Teodora Paleóloga | Teodora Paleóloga                   | Teodora Paleóloga                   |                                     |                                     | Miguel VII Paleólogo r. 1261-1282   | Miguel VII Paleólogo r. 1261-1282   | Miguel VII Paleólogo r. 1261-1282 | Miguel VII Paleólogo r. 1261-1282 | Miguel VII Paleólogo r. 1261-1282 | Miguel VII Paleólogo r. 1261-1282 |                     |                     |                     |                     |
|                                   |                                   |                                   |                                   |                                   |                                   |  |  |      |      |      |      |                 |                 |                 |                 |                 |                 |                |                |                     |                     |                     |                     |                      |                      |                      |                      |                      |                      |                 |                 |                                        |                                        |                                        |                                        |                                        |                                        |                                      |                                      |                                      |                                      |                                 |                                 |                                 |                                 |             |             |                       |                       |                       |                       |                       |                       |                  |                  |                  |                  |  |  |                  |                  |                  |                  |                  |                  |                  |                  |                  |                  |                |                |                      |                      |                      |                      |                               |                               |                               |                               |                               |                               |                   |                   |                                     |                                     |                                     |                                     |                                     |                                     |                                   |                                   |                                   |                                   |                     |                     |                     |                     |
|                                   |                                   |                                   |                                   |                                   |                                   |  |  |      |      |      |      |                 |                 |                 |                 |                 |                 |                |                |                     |                     |                     |                     |                      |                      |                      |                      |                      |                      |                 |                 |                                        |                                        |                                        |                                        | Juan IV Ducas Láscaris r. 1258-1261    | Juan IV Ducas Láscaris r. 1258-1261    | Juan IV Ducas Láscaris r. 1258-1261  | Juan IV Ducas Láscaris r. 1258-1261  | Juan IV Ducas Láscaris r. 1258-1261  | Juan IV Ducas Láscaris r. 1258-1261  |                                 |                                 |                                 |                                 |             |             |                       |                       |                       |                       |                       |                       |                  |                  |                  |                  |  |  |                  |                  |                  |                  |                  |                  |                  |                  | Ana de Hungría   | Ana de Hungría   | Ana de Hungría | Ana de Hungría | Ana de Hungría       | Ana de Hungría       |                      |                      |                               |                               |                               |                               |                               |                               |                   |                   | Andrónico II Paleólogo r. 1282-1328 | Andrónico II Paleólogo r. 1282-1328 | Andrónico II Paleólogo r. 1282-1328 | Andrónico II Paleólogo r. 1282-1328 | Andrónico II Paleólogo r. 1282-1328 | Andrónico II Paleólogo r. 1282-1328 |                                   |                                   |                                   |                                   |                     |                     |                     |                     |
|                                   |                                   |                                   |                                   |                                   |                                   |  |  |      |      |      |      |                 |                 |                 |                 |                 |                 |                |                |                     |                     |                     |                     |                      |                      |                      |                      |                      |                      |                 |                 |                                        |                                        |                                        |                                        | Juan IV Ducas Láscaris r. 1258-1261    | Juan IV Ducas Láscaris r. 1258-1261    | Juan IV Ducas Láscaris r. 1258-1261  | Juan IV Ducas Láscaris r. 1258-1261  | Juan IV Ducas Láscaris r. 1258-1261  | Juan IV Ducas Láscaris r. 1258-1261  |                                 |                                 |                                 |                                 |             |             |                       |                       |                       |                       |                       |                       |                  |                  |                  |                  |  |  |                  |                  |                  |                  |                  |                  |                  |                  | Ana de Hungría   | Ana de Hungría   | Ana de Hungría | Ana de Hungría | Ana de Hungría       | Ana de Hungría       |                      |                      |                               |                               |                               |                               |                               |                               |                   |                   | Andrónico II Paleólogo r. 1282-1328 | Andrónico II Paleólogo r. 1282-1328 | Andrónico II Paleólogo r. 1282-1328 | Andrónico II Paleólogo r. 1282-1328 | Andrónico II Paleólogo r. 1282-1328 | Andrónico II Paleólogo r. 1282-1328 |                                   |                                   |                                   |                                   |                     |                     |                     |                     |
|                                   |                                   |                                   |                                   |                                   |                                   |  |  |      |      |      |      |                 |                 |                 |                 |                 |                 |                |                |                     |                     |                     |                     |                      |                      |                      |                      |                      |                      |                 |                 |                                        |                                        |                                        |                                        |                                        |                                        |                                      |                                      |                                      |                                      |                                 |                                 |                                 |                                 |             |             |                       |                       |                       |                       |                       |                       |                  |                  |                  |                  |  |  |                  |                  |                  |                  |                  |                  |                  |                  |                  |                  |                |                |                      |                      |                      |                      |                               |                               |                               |                               |                               |                               |                   |                   |                                     |                                     |                                     |                                     |                                     |                                     |                                   |                                   |                                   |                                   |                     |                     |                     |                     |